# Mistrovství světa v atletice 2011 – Muži hod diskem
Hod diskem mužů na Mistrovství světa v atletice 2011 se uskutečnil 29. a 30. srpna. Ve finále zvítězil německý diskař Robert Harting hodem dlouhým 68,97 metru. Na druhém místě se umístil Estonec Gerd Kanter (66,95 m) a na třetím reprezentant Íránu Ihsan Hadádí (66,08 m).

## Výsledky finále
| *                | jméno             | země           | 1     | 2     | 3     | 4     | 5     | 6     | výsledek |
| ---------------- | ----------------- | -------------- | ----- | ----- | ----- | ----- | ----- | ----- | -------- |
| Zlatá medaile    | Robert Harting    | Německo        | 68,49 | ×     | 68,10 | 68,97 | 66,33 | ×     | 68,97 m  |
| Stříbrná medaile | Gerd Kanter       | Estonsko       | 62,79 | 66,95 | 66,13 | 66,90 | ×     | 65,83 | 66,95 m  |
| Bronzová medaile | Ihsan Hadádí      | Írán           | 65,29 | 64,04 | ×     | ×     | 65,50 | 66,08 | 66,08 m  |
| 4.               | Märt Israel       | Estonsko       | 61,87 | 63,60 | 64,31 | 63,73 | 65,20 | ×     | 65,20 m  |
| 5.               | Benn Harradine    | Austrálie      | 64,43 | 64,02 | 62,08 | ×     | 64,18 | 64,77 | 64,77 m  |
| 6.               | Virgilijus Alekna | Litva          | 62,75 | ×     | 64,09 | 62,62 | ×     | 61,25 | 64,09 m  |
| 7.               | Vikas Gowda       | Indie          | 60,79 | 61,51 | 64,05 | 62,81 | 62,16 | 62,16 | 64,05 m  |
| 8.               | Jorge Fernández   | Kuba           | 61,05 | 63,54 | 63,10 | ×     | 60,11 | 61,77 | 63,54 m  |
| 9.               | Piotr Małachowski | Polsko         | 58,28 | ×     | 63,37 |       |       |       | 63,37 m  |
| 10.              | Jason Young       | USA            | 62,54 | ×     | 63,20 |       |       |       | 63,20 m  |
| 11.              | Mario Pestano     | Španělsko      | 62,97 | 63,00 | 62,74 |       |       |       | 63,00 m  |
| 12.              | Brett Morse       | Velká Británie | 60,84 | 62,69 | 57,87 |       |       |       | 62,69 m  |